# Orlando Duque
Orlando Duque (Cali, Valle del Cauca, Colombia; 11 de septiembre de 1974) es un clavadista colombiano. Primer campeón mundial de salto de gran altura (desde plataforma a 27 m), ha ganado varios títulos de clavados y posee dos récords Guinness.

## Trayectoria
Duque empezó a los diez años en el deporte de clavados de trampolín, comenzó a competir en cliff diving en el 1999 en Europa puesto que en Colombia no tuvo apoyo. Ganó su primer campeonato en el año 2000 y desde entonces, ha ganado en once pruebas del Mundial de cliff diving.
Desde el 2000 recibió el patrocinio de la marca internacional Red Bull y su continuo éxito en el exterior lo han convertido en uno de los mejores clavadistas del mundo.
En el 2013, Orlando se convierte en el primer campeón del mundo de salto en los mundiales de natación celebrados en Barcelona, por delante del británico Gary Hunt y el mexicano Jonathan Paredes, quienes ocuparon el segundo y tercer lugares, respectivamente.